# Jean Delaporte
Pour les articles homonymes, voir Delaporte.
Jean Delaporte est un homme politique français né le 28 novembre 1796 à Troyes (Aube) et  mort le 28 octobre 1870 à Montier-en-Der (Haute-Marne).
Pharmacien jusqu'en 1838, il devient conseiller municipal de Troyes et conseiller général. Il est député de l'Aube de 1848 à 1849, siégeant dans le parti du général Cavaignac.